# Exuma (muzikant)
Exuma, geboren als McFarlane Anthony McKay, (Cat Island, 18 februari 1942 – 25 januari 1997) is een van de Bahama's afkomstige muzikant.

## Carrière
Exuma groeide op in Nassau maar verliet de Bahama's begin jaren zestig en ging naar New York om architectuur te studeren. Nadat zijn geld was opgeraakt, begon Exuma op te treden in de omstreken van New York en tegen de oorlog in Vietnam te protesteren. Na deze periode trad hij op in het folkcircuit in Greenwich Village met gebruikmaking van ritmestructuren van de Bahama's. Daar ontmoette hij tijdens de optredens ook Bob Dylan, Richie Havens, Peter, Paul and Mary, Jimi Hendrix en Barbra Streisand, waarmee hij gezamenlijke optredens had.
Exuma tekende zijn eerste contract bij Mercury Records, waar hij de albums Exuma, the Obeah Man en Exuma II produceerde. Later tekende hij een contract bij Buddah Records/Kama Sutra Records en maakte daar de vier albums Reincarnation, Snake, Life en Do Wah Nanny. Om onafhankelijk te worden van labels, richtte hij zijn eigen label Nassau Records op, waar hij Rude Boy en Going to Cat Island uitbracht. Begin jaren zeventig werd zijn nummer You Don't Know What's Going On gebruikt als soundtrack bij de film Joe met de hoofdrolspelers Peter Boyle en Susan Sarandon.
Over meerdere jaren verdeeld had Exuma optredens en tournees met Patti LaBelle, Curtis Mayfield, Rita Marley, Peter Tosh, Toots & the Maytals, Sly & the Family Stone, Steppenwolf, Black Flag en The Neville Brothers.
Exuma's nauwe verbinding met de muziek van de Bahama's en het Caraïbisch Gebied werd ook door de Britse koningin Elizabeth II in 1978 erkend met de toekenning van de Orde van het Britse Rijk.

## Overlijden
Exuma overleed in januari 1997 op 54-jarige leeftijd.

## Discografie
- 1970: Exuma (Mercury Records)
- 1970: Exuma II (Mercury Records)
- 1971: Do Wah Nanny (Kama Sutra Records)
- 1972: Snake (Kama Sutra Records)
- 1972: Reincarnation (Kama Sutra Records)
- 1973: Life (Kama Sutra Records)
- 1976: From Africa To America To Junkanoo To Armageddon (Inagua Records)
- 1979: Penny Sausage (Inagua Records)
- 1982: Universal (Cat Islands Records)
- 1986: Rude Boy (ROIR Records)
- 1987: Street Music (Nassau Records)